# Łęczyca
Łęczyca (pronunciado /wɛnˈt͡ʂɨt͡sa/ ) es un pueblo ubicado en el distrito administrativo de Gmina Drużbice, dentro del Distrito de Bełchatów, Voivodato de Łódź, en Polonia central. Se encuentra aproximadamente a 5 kilómetros al oeste de Drużbice, a 13 kilómetros al norte de Bełchatów, y a 36 kilómetros al sur de la capital regional Łódź.